# Varrel (Stuhr)
Varrel ist ein Ortsteil der Gemeinde Stuhr (Landkreis Diepholz, Niedersachsen).
Seit Anfang der 1970er Jahre ist Varrel zu einem beliebten Wohnort mit guter Nahverkehrsanbindung an Bremen und Delmenhorst geworden. Bis zum heutigen Tag werden kleine Ansiedlungen, vorwiegend mit Reihen-, Doppel- und Einfamilienhäusern, erschlossen.

## Lage
Das Ortsgebiet von Varrel grenzt an die Städte Bremen und Delmenhorst. Die Grenze nach Bremen wird durch den Bach Varreler Bäke markiert.

## Geschichte
Das älteste bekannte Dokument, das auf den Ortsteil Varrel verweist, stammt aus dem Jahr 1289. Aus dieser Urkunde vom 27. Oktober 1289 geht hervor, dass Erzbischof Giselbert von Bremen dem Kloster Heiligenrode erlaubt, in den „… wüsten Oertern Stelle und Verlebrinc (Varrel) Neubrüche anzulegen“.

## Kultur und Sehenswürdigkeiten

### Baudenkmale
In der Liste der Baudenkmale in Stuhr sind für Varrel sechs Baudenkmale aufgeführt:

#### Gut Varrel
Eng verknüpft mit der Geschichte des Ortes ist das Gut Varrel an der Beke, ein Ensemble aus Gutshaus von vermutlich um 1800, Scheune, Backhaus und Wassermühle. Die sanierungsbedürftigen Gebäude wurden seit 1980 durch den Förderverein Gut Varrel restauriert und zu einem Kulturtreff umgebaut. Die Fachwerkscheune stammt aus Bookholzberg, das Backhaus aus Stiftenhöfte bei Harpstedt.

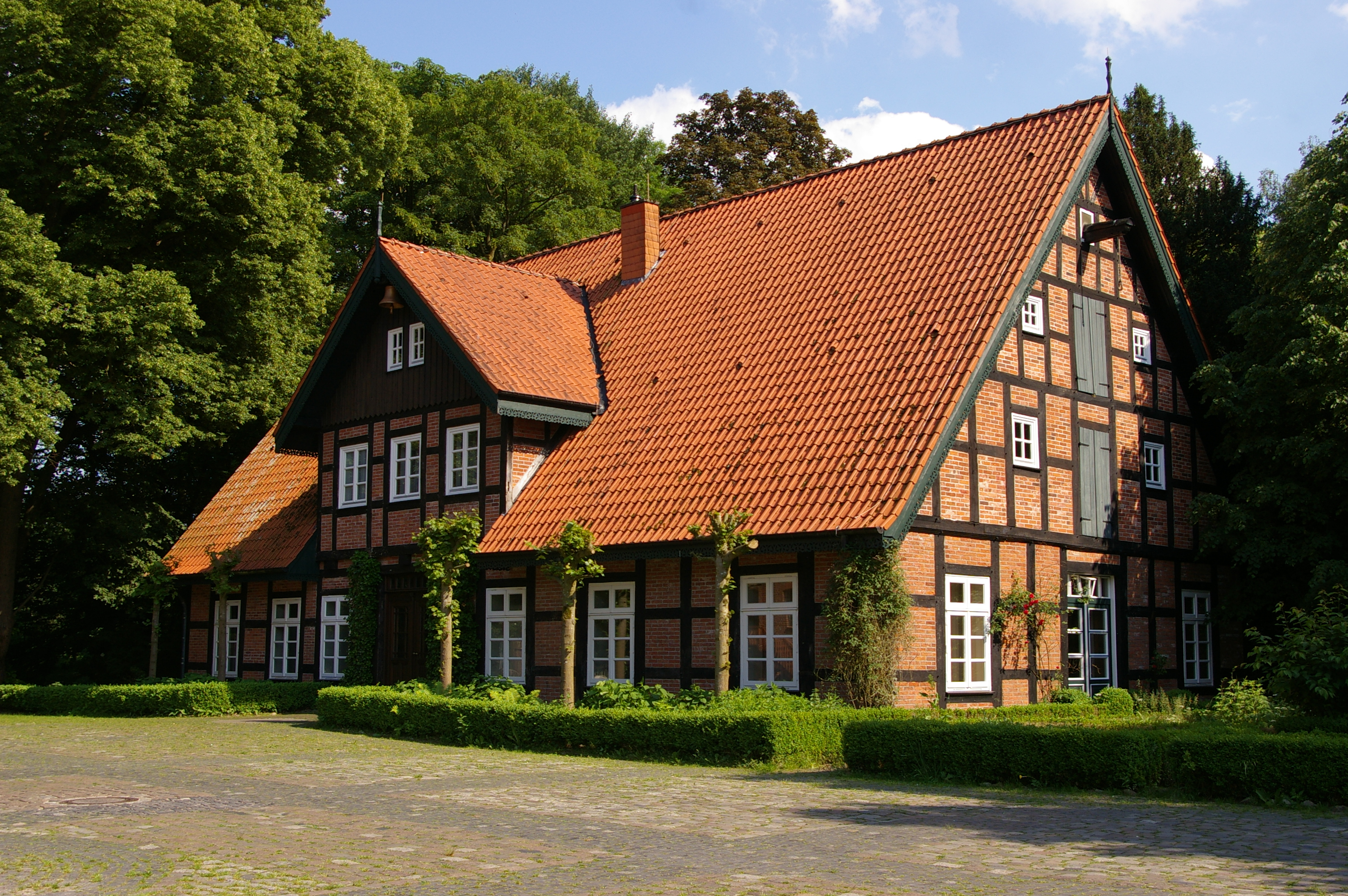
Gutshaus von um 1800
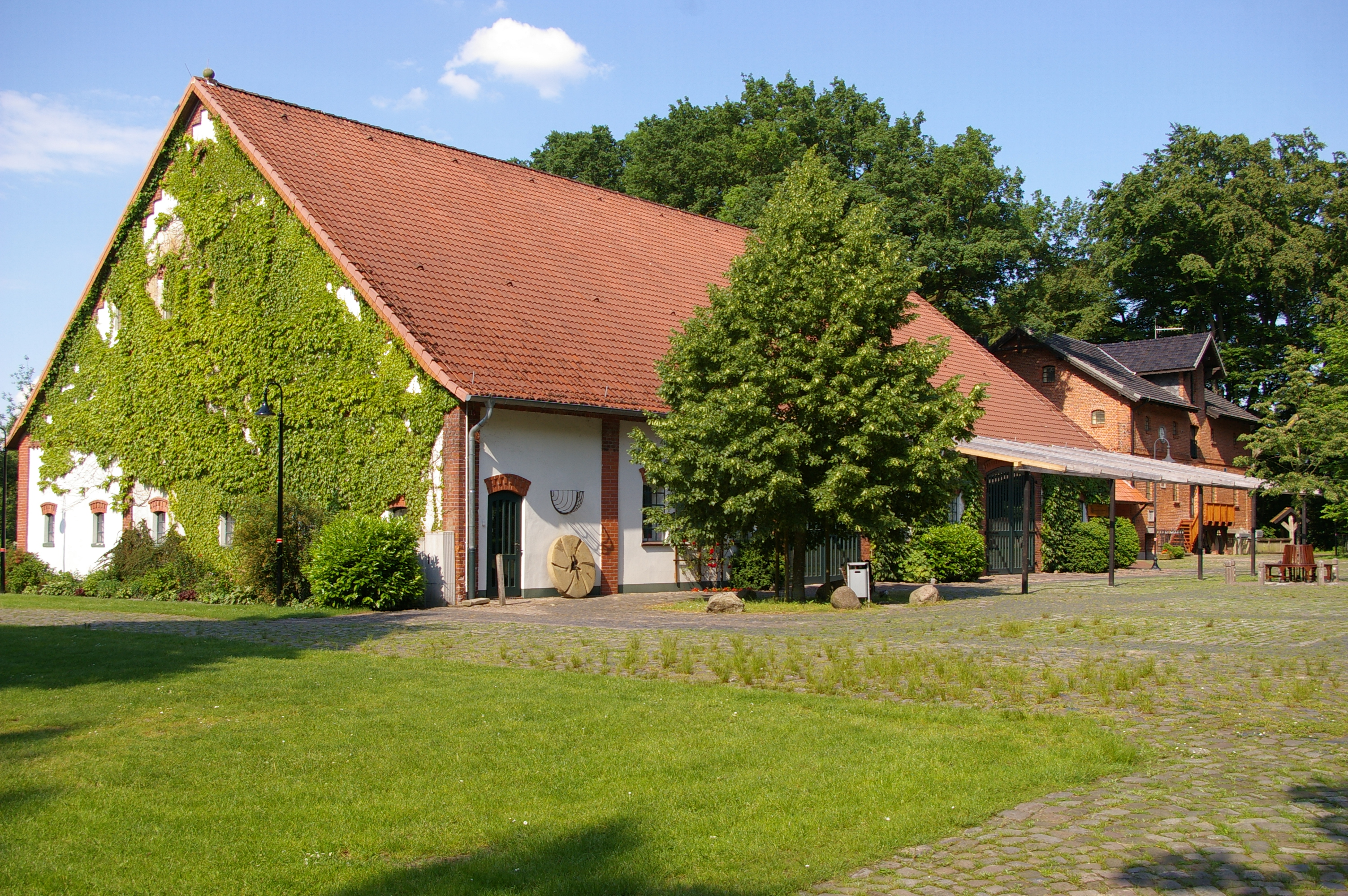
Gutsscheune von 1903
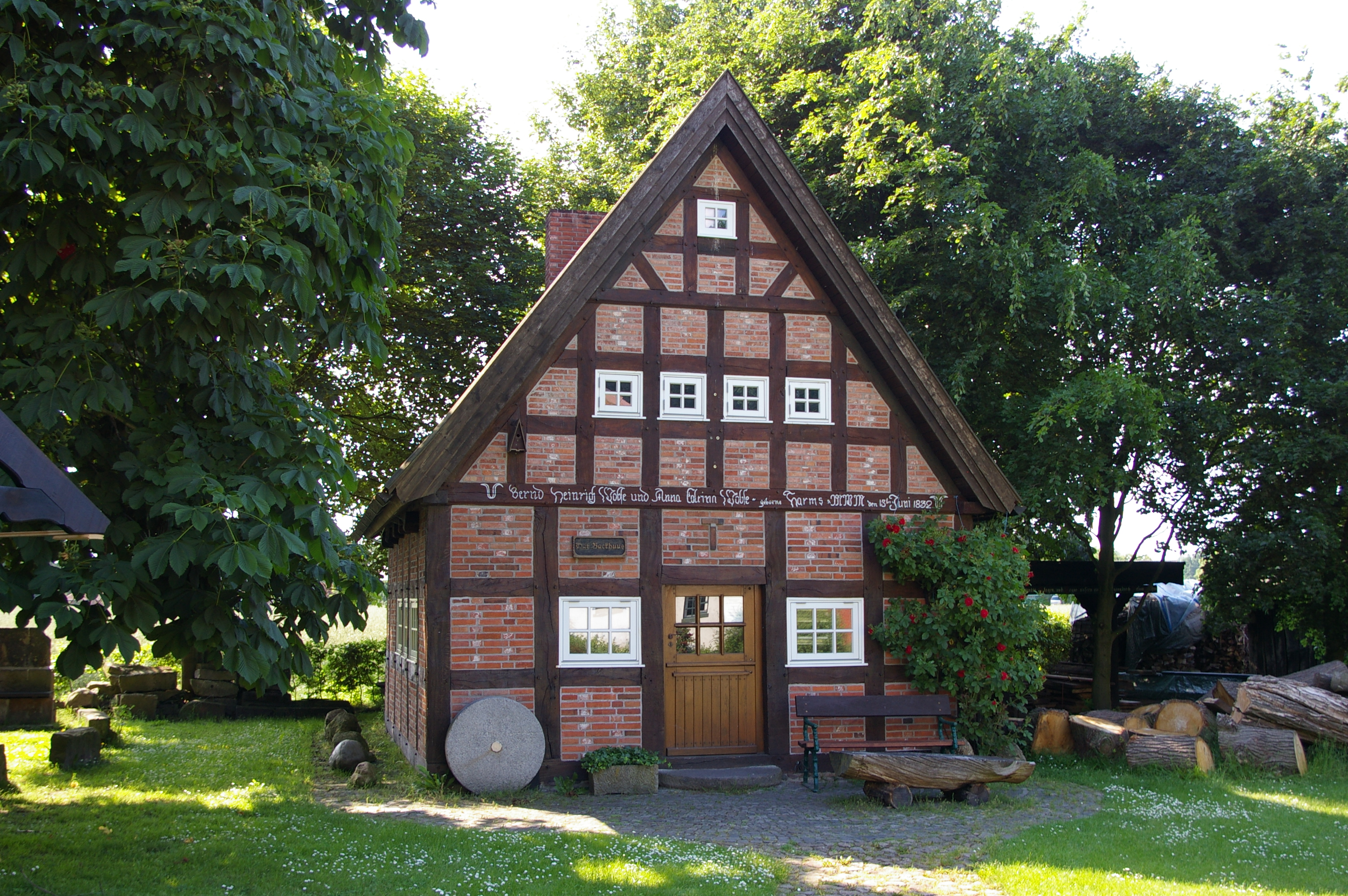
Backhaus von 1832
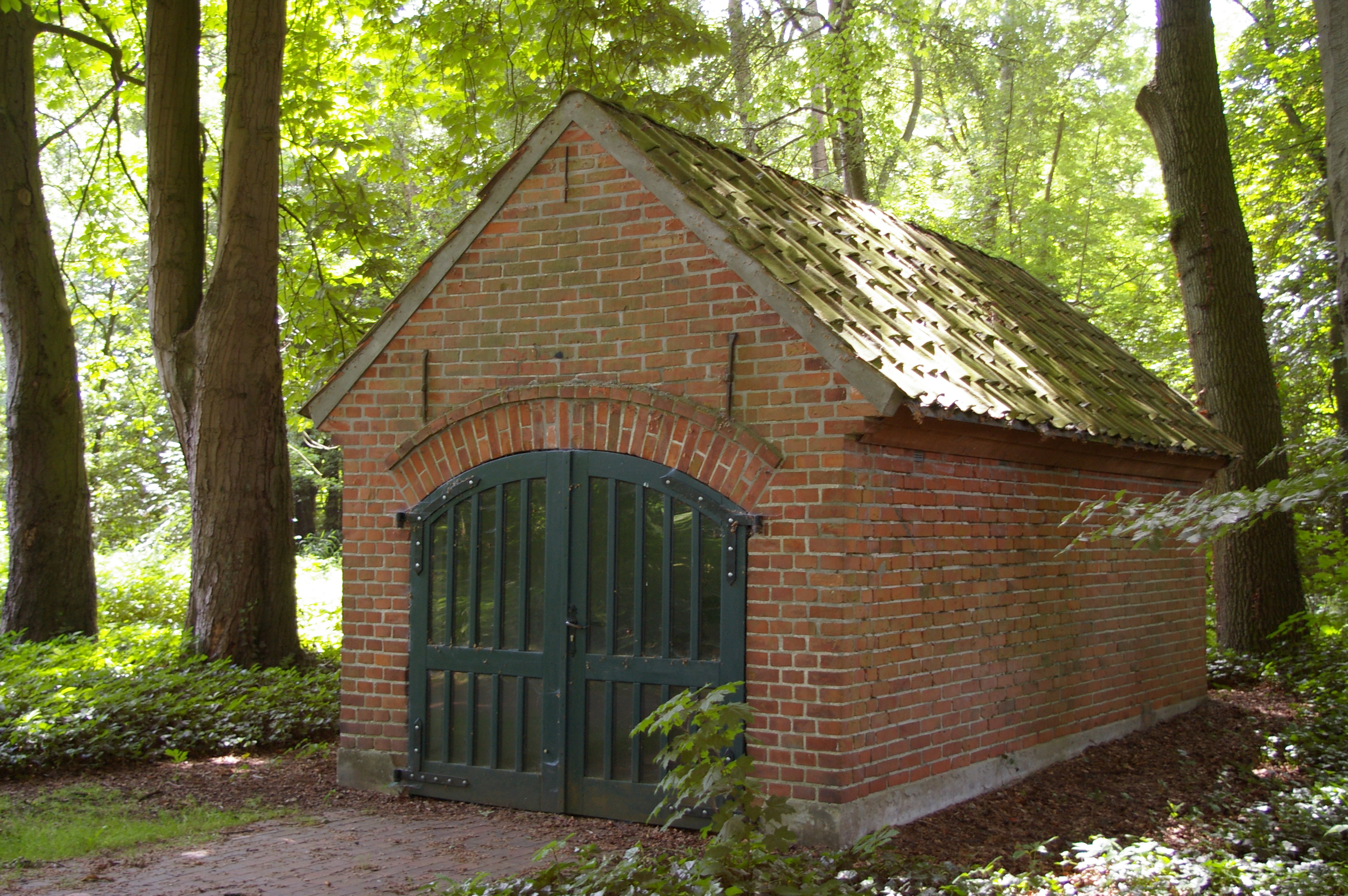
Spritzenhaus von 1924
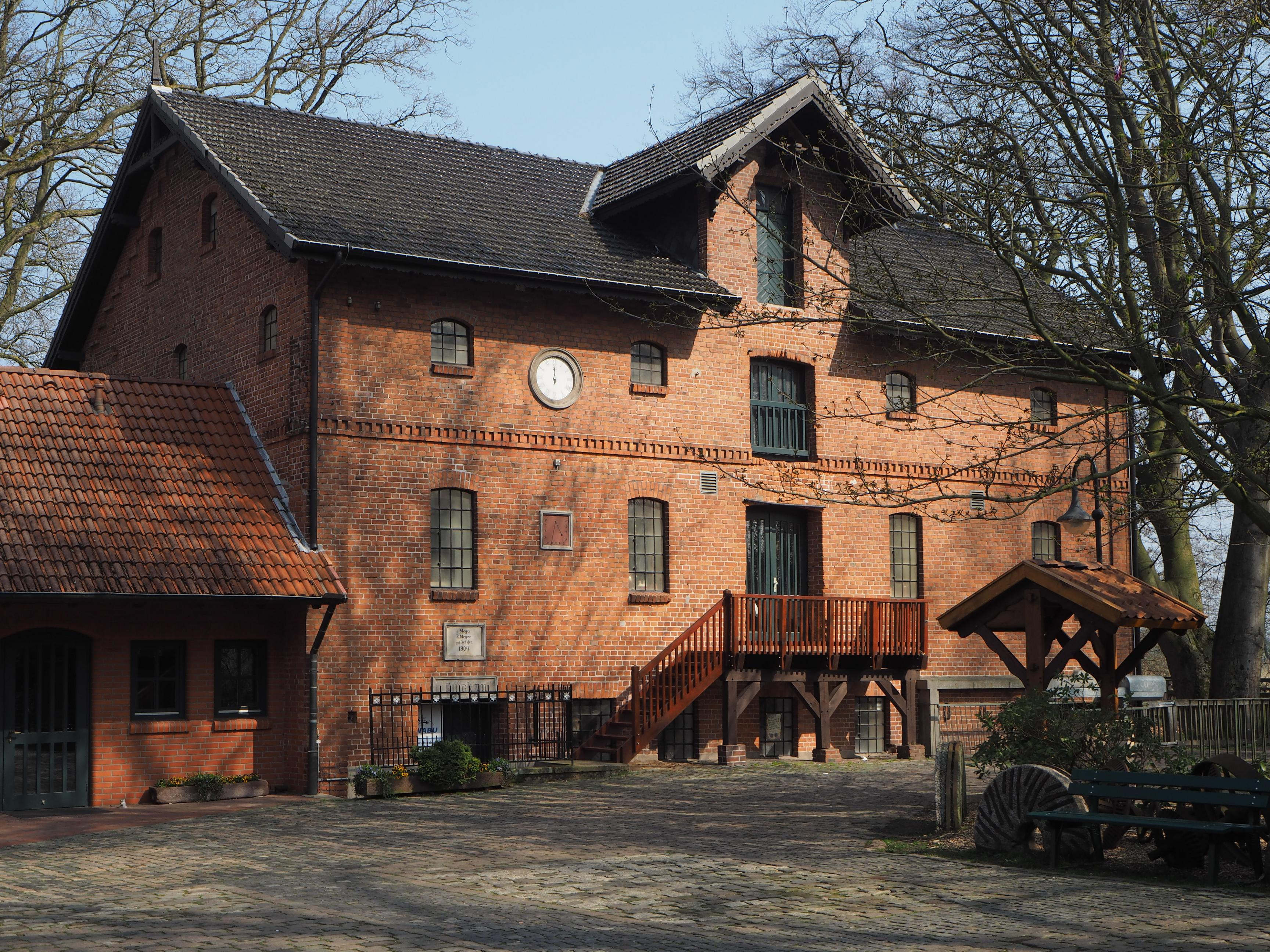
Mühlengebäude von 1904

#### Rauchhaus

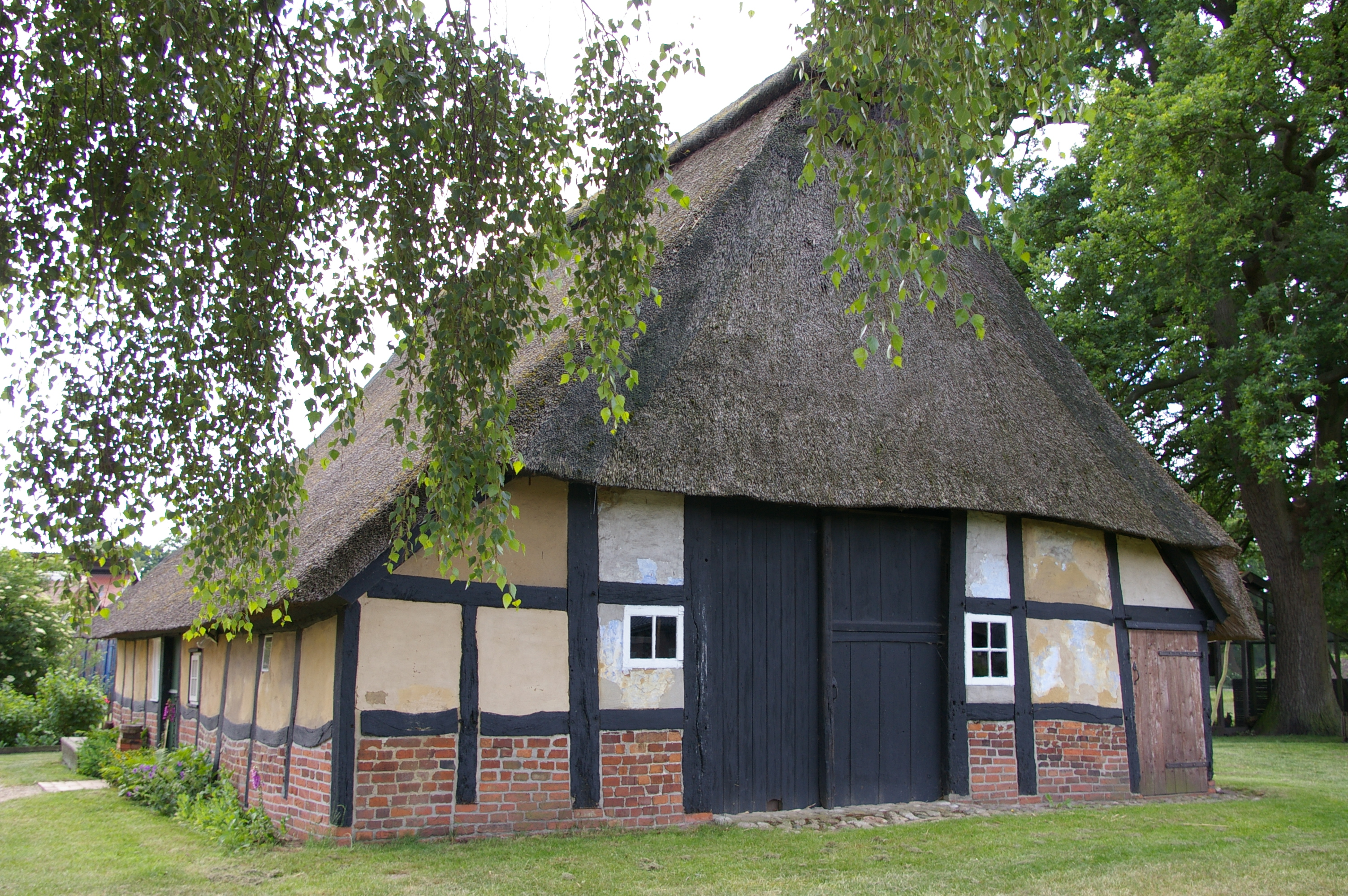
Rauchhaus Varrel von ca. 1830

Eines der ältesten Häuser von Varrel liegt an der Grünen Straße. Das als Rauchhaus bekannte Gebäude hat keinen Schornstein. Der Rauch zog von der ursprünglich offenen Feuerstelle durch das Gebälk und den Dachboden nach draußen. Es handelt sich um ein Heuerlingshaus, dass noch bis 1950 regulär genutzt und bis in die 1960er Jahre bewohnt wurde. Betreut wird das Haus ebenfalls vom Förderverein Gut Varrel e. V.

## Infrastruktur

### Schulen
In Varrel gibt es eine Grundschule, in der die Kinder der Klassen 1 bis 4 unterrichtet werden, mit einer eigenen Turnhalle.

### Vereine
In unmittelbarer Nähe zum Gut Varrel liegt das Gelände des TuS Varrel, der eine Partnerschaft mit dem AS Teloché aus Teloché bei Le Mans pflegt. Der Tus Varrel verfügt über zwei Fußballplätze. In der Scheune des Gutes Varrel trainiert die Tischtennismannschaft des TuS Varrel. Ebenfalls in unmittelbarer Umgebung liegt das Gelände des Tennisclubs Blau Weiß Varrel von 1974 e. V. mit sechs Sandplätzen bei ca. 260 Mitgliedern.